# La Trinidad (Nikaragua)
La Trinidad – miasto w Nikaragui, w departamencie Estelí.